# 郭標
郭標（1868年1月—1932年1月3日）是澳大利亞華僑商人及中國國民黨早期華僑領袖。郭標生於廣東香山（現中山市南區竹秀園），早年在澳大利亞悉尼經商並在1900年代作爲華商領袖與澳大利亞建國後的白澳政策進行抗爭。同時在澳洲組織社團和發行報刊支持同鄉孫中山的革命活動。1917年舉家移居上海後，曾擔任上海永安公司董事長和中央造幣厰廠長。

## 早年經歷
郭標約1868年1月出生於中國廣東省的香山縣（現中山市），其父是郭集勋（Chap Hing)，務農，母親馮史，祖父郭翼遐。郭標15嵗時喪父，遂離開中國遠赴澳大利亞謀生。

## 生平

### 雪梨生涯

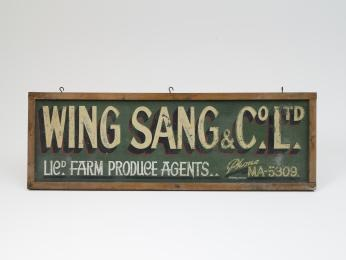
永生公司店招（約1935年）

在雪梨，郭標加入當時華人參與較多的蔬果行業，1890年與香山同鄉马应彪、蔡興、馬永燦合辦了雪梨第一家蔬果批發行“永生果阑”（Wing Sang & Co.）。永生大樓位於雪梨的禧市場區（Haymarket），後來此地變成雪梨華埠，而永生大樓成爲華埠現存最老的古建築。
永生果阑後來更擴展船運業務，作爲進出口及船運代理一直經營到1984年，之後隨著雪梨的蔬果市場搬遷搬到菲明頓（Flemington）並經營至今。值得一提的是，永生的四個合夥人中的三個後來都回國發展，分別成爲滬港“四大公司”中的三所大型百貨公司的東主。

郭標的堂弟郭樂1892年也來到雪梨，在菜園工作兩年後由郭標介紹到永生果阑工作，後來郭樂與兄弟郭泉、郭順合夥自開門面開設“永安果阑”。1905年，永生、永安與永泰、生泰（郭、馬、蔡所辦的另一家蔬果批發行）合作建立“生安泰”(Sang On Tiy）公司經營香蕉等水果貿易，到1899年時每星期都從昆士蘭北部運送6000把香蕉，並在香蕉出口國斐濟購置園地自建香蕉園，用來穩定四家果阑的進貨渠道。
郭標在悉尼的水果界被公認爲最出色的商人之一，並被華商界尊爲領袖人物，特別是香山籍華商的代表。作爲僑領，郭標對新的澳大利亞聯邦政府1901年為落實“白澳政策”推行的《移民限制法令》提出尖銳抗議，並激烈反對種族主義。同年郭標入籍成爲澳大利亞居住的英國子民。
中國政治方面，郭在澳洲認識當時在周游列國的梁啓超，受梁影響同情改良主義君主立憲運動，并在1901年成爲澳洲的保皇会始創會員之一。但後來郭在接觸香山同鄉孫中山之後改爲支持革命，在雪梨培養民國革命的基地，並在1914年在雪梨出版支持孫派的《民國報》。《民國報》在澳洲出版並通過郭標的生意脈絡發行至整個太平洋地區、南洋各地，甚至香港和中國内地。1915年國民黨雪梨黨部在成立，郭標出任首任部長至1918年。

### 上海生涯
1917年，受孙中山邀請，郭舉家移居中國上海。
當時，堂兄弟郭樂、郭泉、郭順已於1907年率先離開澳洲來到香港創辦永安公司，郭標也有入股。永安公司模仿雪梨的英地海登百货（Anthony Hordern & Sons）的現代百貨公司經營模式，在香港迅速獲得成功。1918年郭標定居上海後，與三兄弟合夥開辦上海永安公司並主要負責上海業務。同時代，郭標在永生果闌的合夥人也分別創辦了先施公司和大新公司。永安、先施、大新連同也是澳洲歸僑創辦的新新公司合稱上海的“四大公司”。郭標利用早年的貿易人脈以及作爲孫中山戰友的政治資本將永安建設成集零售、銀行和製造為一體的綜合性企業。
1928年，國民黨領導的北伐軍控制上海，上海造幣厰改爲中華民國的中央造幣厰，民國政府任命郭標為廠長。在此任上，郭標主導了造幣厰增建廠房和購入新式機械，1933年開始鑄造新版錢幣，郭同時協助財長宋子文穩定全國財政。 1932年逝世。

## 家庭生活
1896年郭標與達令·楊（Darling Young）結婚，育有四子四女。另外，與二太太育有一子兩女。 1996年，郭標家族後人曾購入墨爾本的考林街333號大樓，是當年澳大利亞最大的外國地產投資案。